# 复兴运动桥
41°55′07″N 12°28′14″E / 41.918725°N 12.470609°E

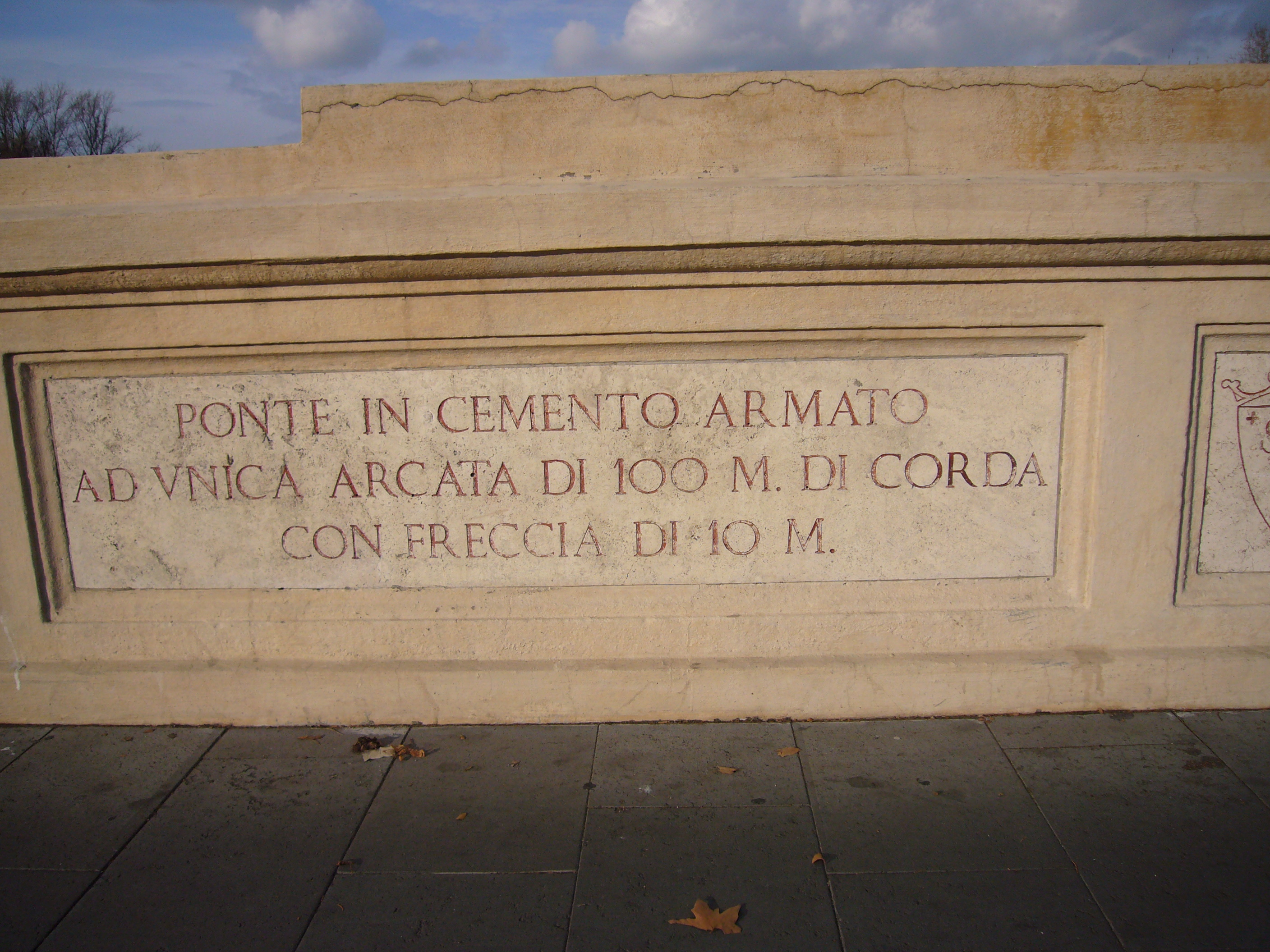

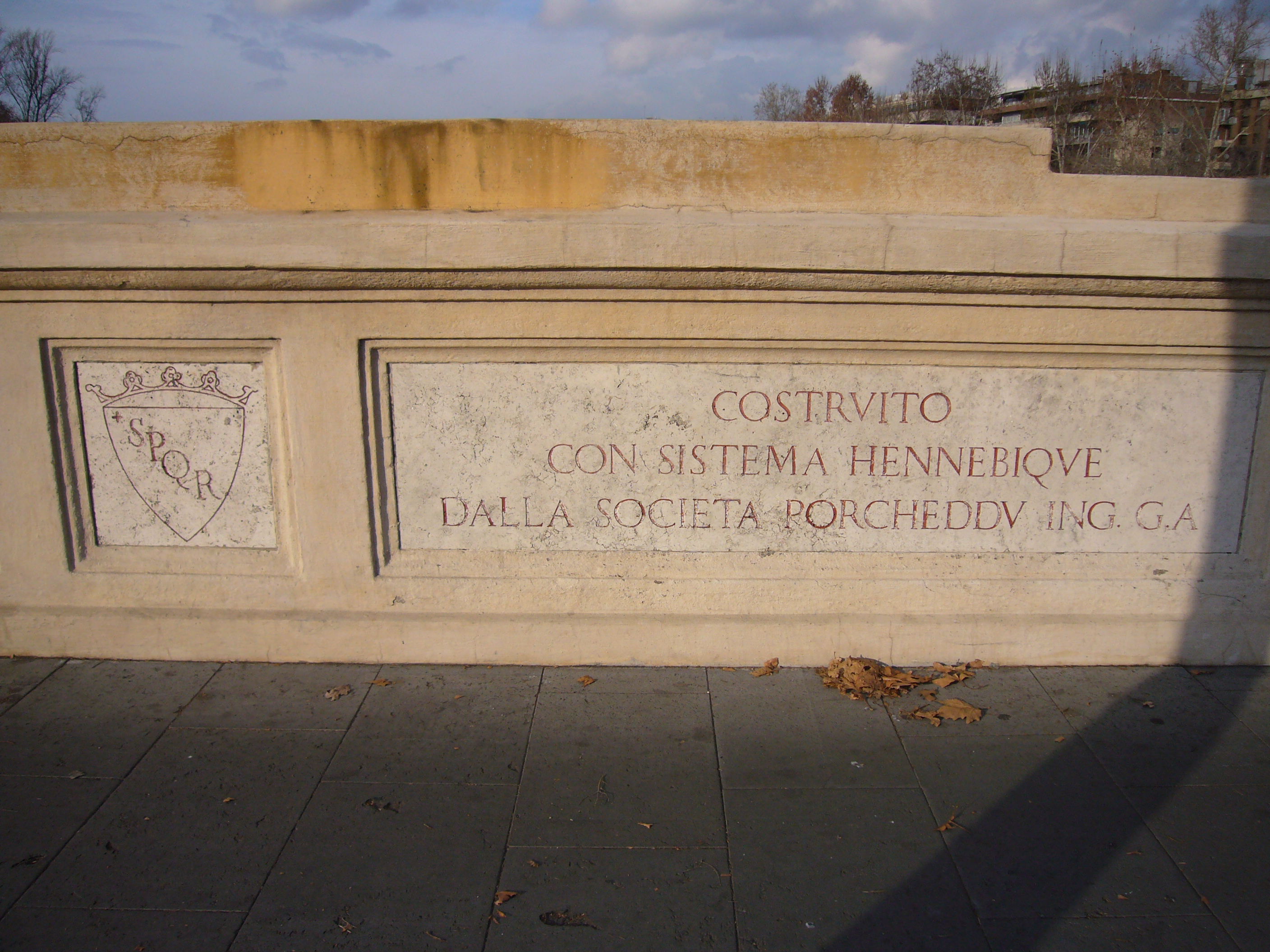

复兴运动桥（Ponte del Risorgimento）是意大利罗马的第一座钢筋混凝土桥梁，连接美术广场（Piazzale delle Belle Arti ）与格拉帕山广场，弗拉米尼奥区与德拉维多利亚区该桥连接武器河岸地区与美术广场。建筑工程始于1909年，两年后完工。1911年4月17日举行揭幕典礼。 
这座桥建于庆祝意大利统一五十周年展会之际，由Giovanni Antonio Porcheddu设计，使用了比利时埃纳比克（Hennebique）专利。单拱跨度达100米，桥拱高达10米。